# Hr.Ms. Batavier II (1940)
De Hr. Ms. Batavier II was een passagiersschip van de Batavier Lijn te Rotterdam dat gebouwd was door de Rotterdamse Scheepswerf Wilton. Op 29 mei 1940 was het schip onder begeleiding van de Jan van Gelder betrokken bij de evacuatie van een detachement Nederlandse vliegers uit Caen.
Het schip werd in het Britse Falmouth gevorderd als logementschip voor de bemanning van de Nederlandse kruiser Jacob van Heemskerck. Tot april 1942 heeft het schip dienstgedaan als logementschip bij de Nederlandse marine.
Het schip overleefde de Tweede Wereldoorlog en heeft tot 1958 passagiers en goederen tussen Rotterdam en Londen vervoerd.

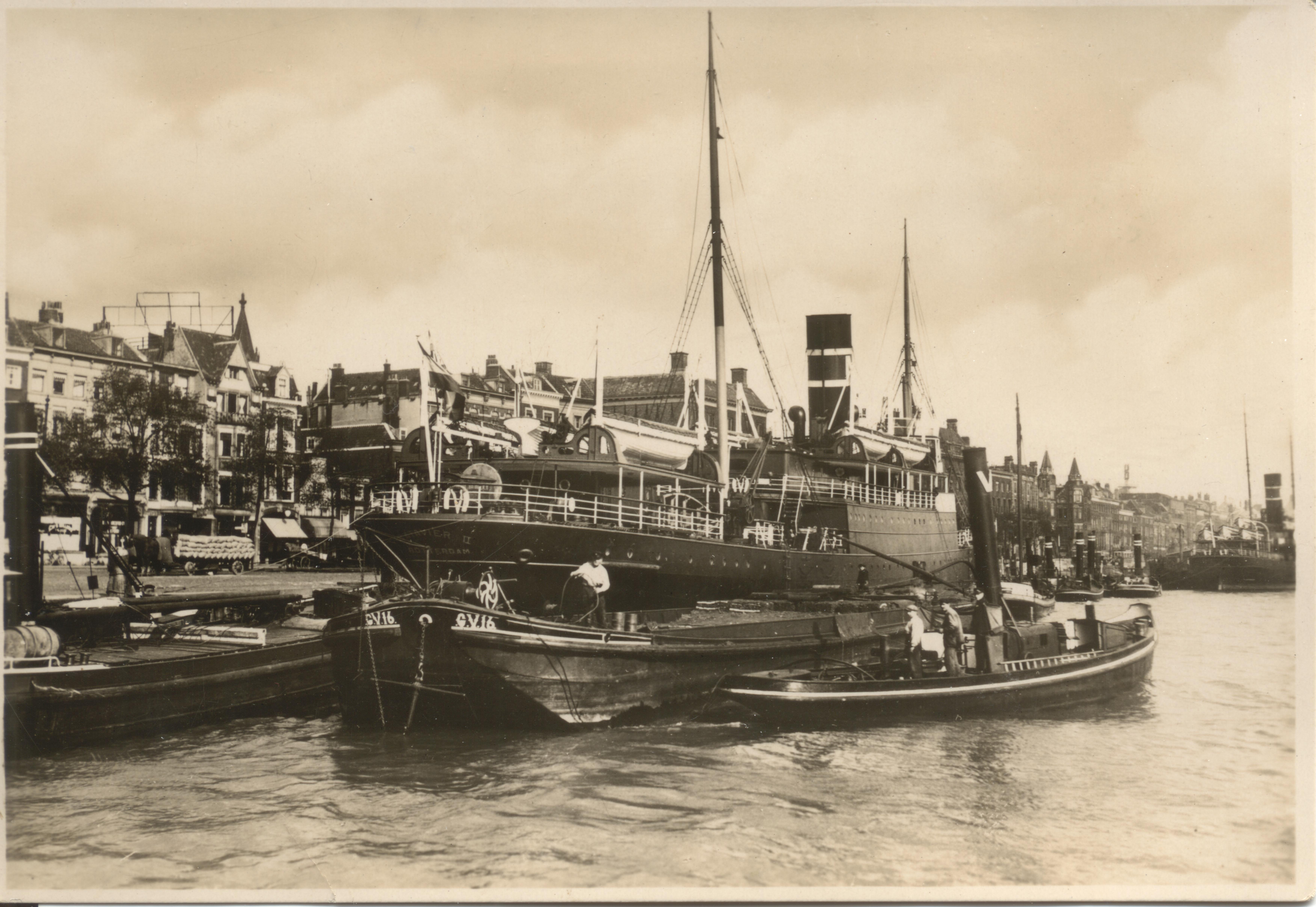
Hr. Ms Batavier II in Rotterdam